# Mitchell (cràter)

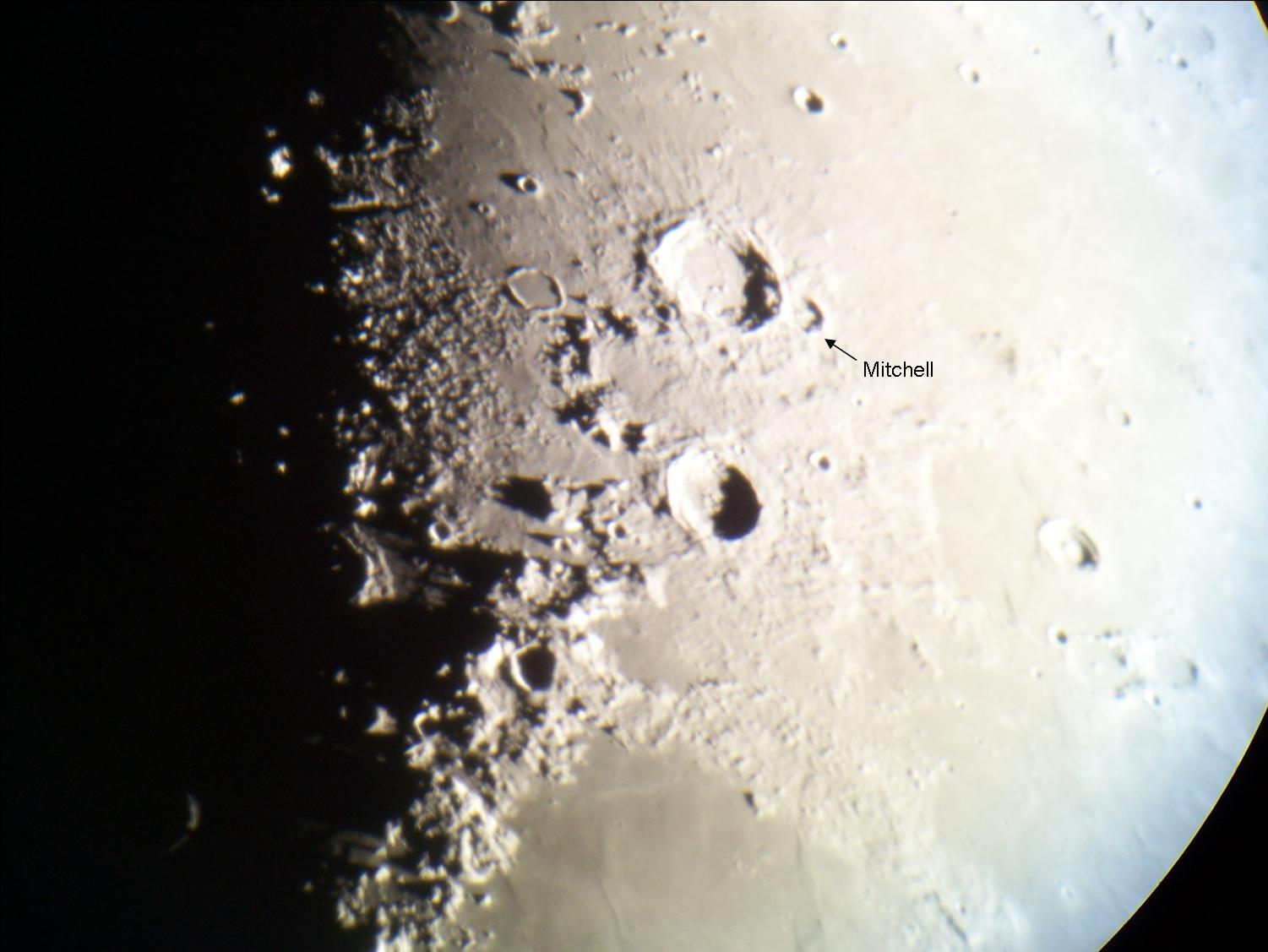
Ubicació del cràter lunar Mitchell

Mitchell és un cràter d'impacte lunar que s'uneix a la vora est del cràter més gran i més prominent Aristòtil.

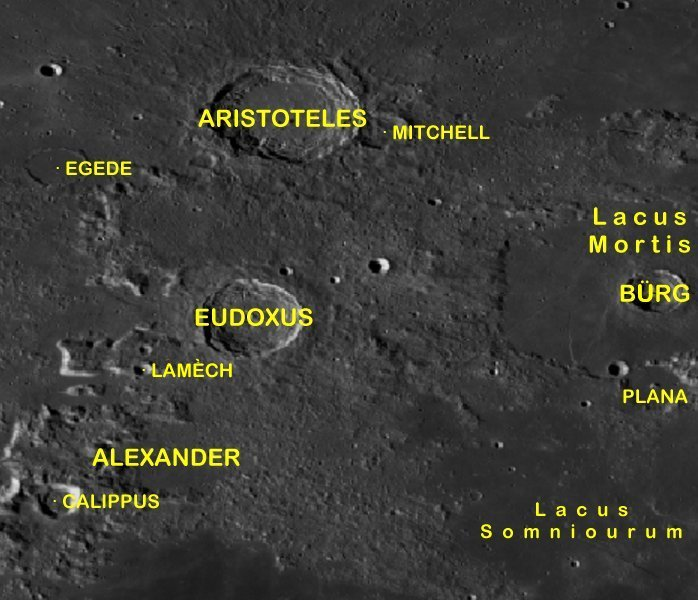
Localització de Mitchell (quadrant superior esquerre de la fotografia)

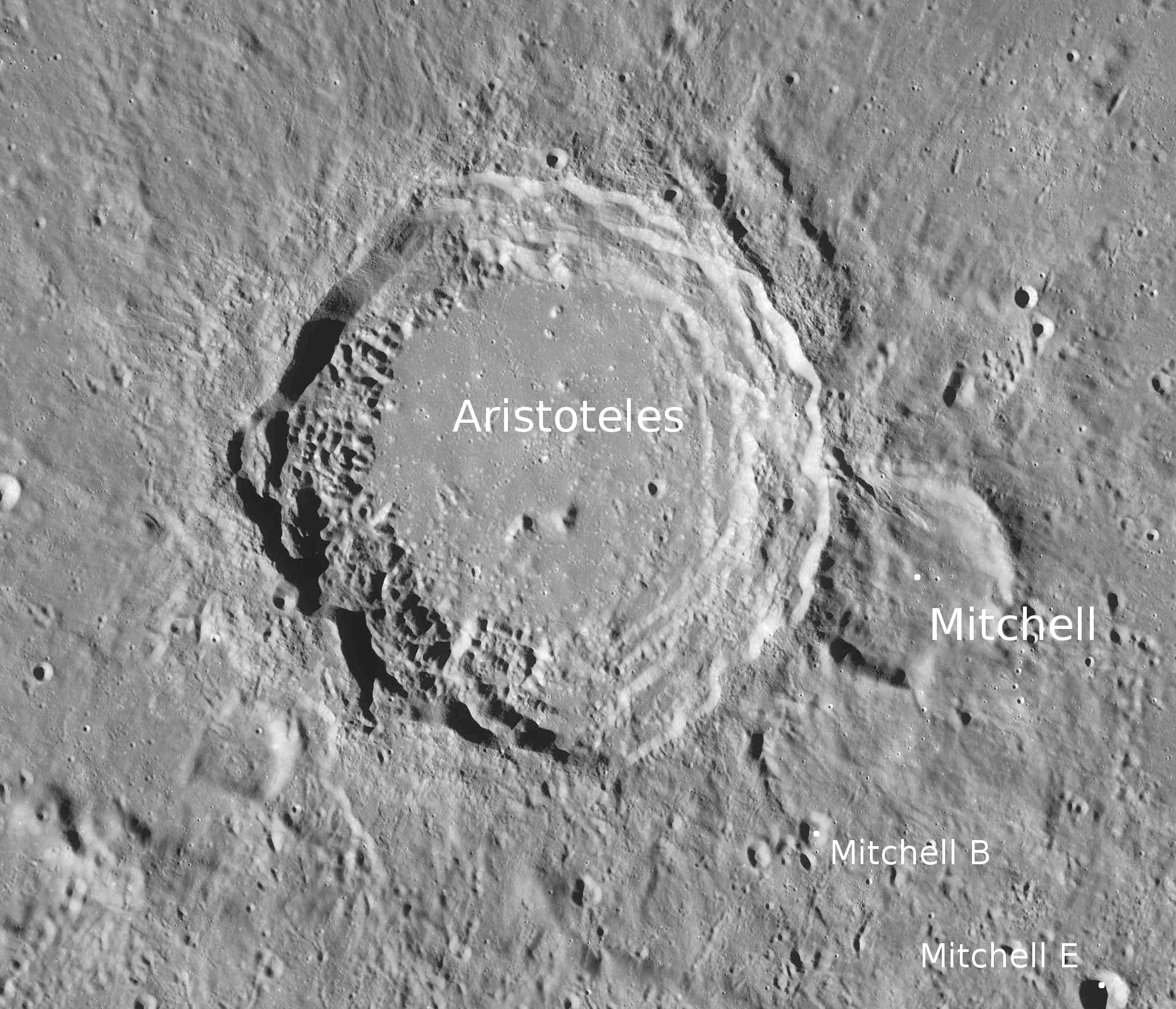
Entorn de Mitchell. Fotografia de la missió Lunar Reconnaissance Orbiter

El sòl de Mitchell és aspre i irregular, amb una suau elevació central, estant parcialment ple dels materials ejectats des d'Aristòtil, més recent. Presenta una petita osca en el bord sud, i la paret occidental ha estat completament absorbida per la vora d'Aristòtil.
El cràter deu el seu nom a l'astrònoma nord-americana Maria Mitchell (1818-1889).

## Cràters satèl·lit
Per convenció aquests elements són identificats en els mapes lunars posant la lletra en el costat del punt mitjà del cràter que està més proper a Mitchell.
|          | \| Mitchell \| Coordenades \| Diàmetre \| \| -------- \| ------------------------------------ \| -------- \| \| B \| 48° 18′ N, 19° 18′ E / 48.3°N,19.3°E \| 6 km \| \| E \| 47° 36′ N, 21° 42′ E / 47.6°N,21.7°E \| 8 km \| |          |
| Mitchell | Coordenades | Diàmetre |
| B        | 48° 18′ N, 19° 18′ E / 48.3°N,19.3°E | 6 km     |
| E        | 47° 36′ N, 21° 42′ E / 47.6°N,21.7°E | 8 km     |